# Challhuahuacho (distrito)
O Distrito peruano de Challhuahuacho é um dos seis distritos que formam a Província de Cotabambas, situada no Apurímac, pertencente a Região Apurímac, Peru.

## Transporte
O distrito de Challhuahuacho é servido pela seguinte rodovia:
- PE-3SG, que liga o distrito à cidade de Ayaviri (Região de Puno)
- PE-3SF, que liga o distrito de Anta (Região de Cusco) à cidade de Abancay (Região de Apurímac) [2][3][4]